# Theriophonum sivaganganum
Theriophonum sivaganganum är en kallaväxtart som först beskrevs av Ramam. och Sebastine, och fick sitt nu gällande namn av Josef Bogner. Theriophonum sivaganganum ingår i släktet Theriophonum och familjen kallaväxter. Inga underarter finns listade.